# Богданівська сільська рада (Овруцький район)
Богданівська сільська рада — колишня адміністративно-територіальна одиниця та орган місцевого самоврядування у Овруцькому районі Коростенської й Волинської округ, Київської та Житомирської областей УРСР з адміністративним центром у селі Богданівка.

## Населені пункти
Сільській раді на момент ліквідації були підпорядковані населені пункти:
- с. Богданівка

## Населення
Кількість населення ради, станом на 1923 рік, становила 1 142 особи, кількість дворів — 237.

## Історія та адміністративний устрій
Утворена 1923 року в складі сіл Богданівка, Мамеч та Пеньки Гладковицької волості Овруцького повіту Волинської губернії. 7 березня 1923 року рада увійшла до складу новоствореного Овруцького району Коростенської округи. 25 січня 1926 року села Мамеч та Пеньки увійшли до складу новоствореної Мамецької сільської ради Овруцького району. Станом на 17 грудня 1926 року на обліку в раді значився хутір Підгалля, котрий, станом на 1 вересня 1946 року, знятий з обліку населених пунктів.
Відповідно до інформації довідника «Українська РСР. Адміністративно-територіальний поділ», станом на 1 вересня 1946 року сільрада входила до складу Овруцького району, на обліку в раді перебувало с. Богданівка.
11 серпня 1954 року, відповідно до указу Президії Верховної ради УРСР «Про укрупнення сільських рад по Житомирській області», сільську раду було ліквідовано, територію та с. Богданівка включено до складу Великочернігівської сільської ради Овруцького району Житомирської області.